# Петросавієві
Петросавієві (Petrosaviaceae) — єдина родина рослин у порядку петросавієцвітих із клади однодольних (monocots). Порядок об'єднує 2 роди й 4 види трав Східної Азії й Малезії.

## Опис
Рослини з лускатим кореневищем. Трави зелені (Japonolirion) або приблизно 10 см заввишки, без хлорофілу та жовтуватого або білого кольору мікотрофні рослини (Petrosavia). Листки лінійні, базальні, прості, чергові (Japonolirion) або зменшені лускоподібні чи відсутні (Petrosavia). Суцвіття волоть або китиця з понад 10 квітами. Квіти маленькі (2– мм), бісексуальні (як із чоловічими (виробництво пилку), так і жіночими (насіннєвими) частинами), актиноморфні. Вільні від оцвітини (Japonolirion) або можуть бути злиті листочки квітів (Petrosavia). Плоди — коробочка (Japonolirion) або листянка (Petrosavia). Насіння еліптичне, від 0.3 до 0.8 міліметра.

## Поширення
Види порядку поширені від Японії й Китаю, через Південно-Східну Азію (Малайзія, М'янма, Таїланд, В'єтнам) до Індонезії (Борнео). Населяють гірські хребти від 1000 до 1600 метрів.

## Етимологія
Рід і родина рослин названі на честь італійського ботаніка Піетро Саві італ. Pietro Savi (1811–1871), професора ботаніки, брата італійського зоолога й геолога Паоло Саві.